# Almagro (Samar)
Almagro è una municipalità di quinta classe delle Filippine, situata nella Provincia di Samar, nella regione di Visayas Orientale.
Almagro è formata da 23 baranggay:
- Bacjao
- Biasong I
- Biasong II
- Costa Rica
- Costa Rica II
- Guin-ansan
- Imelda (Badjang)
- Kerikite
- Lunang I (Look)
- Lunang II
- Mabuhay
- Magsaysay

- Malobago
- Marasbaras
- Panjobjoban I
- Panjobjoban II
- Poblacion
- Roño
- San Isidro
- San Jose
- Talahid
- Tonga-tonga
- Veloso